# M/S Bernhard Ingelsson
M/S Bernhard Ingelsson var ett svenskt lastfartyg.
M/S Bernhard Ingelsson levererades i januari 1945 från Öresundsvarvet i Landskrona till Rederi AB Transmarin i Helsingborg, men kom inte i trafik förrän till sommaren efter andra världskrigets slut. Efter att eld hade brutit upp i motorrummet den 1 juli 1945 utanför Ölands norra udde, lämnade besättningen fartyget, som därefter bogserades till Oskarshamn. Det reparerades i Öresundsvarvet i Landskrona och var åter i trafik i oktober 1945. 
Fartygets fick sitt namn efter Bernhard Ingelsson, som grundade Rederi AB Transmarin 1916, och som hade avlidit 1937.
Fartyget såldes till ett grekiskt rederi 1965 och höggs upp i början av 1979. Hon bar i grekisk och i cypriotisk ägo namnen Galaxy respektive Margio.